# Mont Ross
Mont Ross är den högsta punkten i ögruppen Kerguelen. Berget är en stratovulkan och dess topp är 1 850 m ö.h. Det är beläget i Gallienimassivet, vid slutet av halvön Gallieni, öster om Baie Larose på huvudön Grande Terre. Vulkanen består av trakytbasalt och var aktiv i slutet av epoken pleistocen.

## Historia
Berget Mont Ross namngavs efter upptäcktsresande Sir James Clark Ross. Den förste människan som satte sin fot på bergets topp var den franska militäringenjören Henri Journoud, som med hjälp av en helikopter i början av 1960-talet landade på toppen. De första som klättrade upp och besteg berget var Jean Afanassieff och Patrick Cordier. Innan berget bestegs av dem 1975 var Mont Ross den sista franska bergstoppen som inte hade bestigits. Den 9 december 2006 blev Lionel "Dod" Daudet den förste att ha bestigit både den stora och lilla Mont Ross.